# Guglielmo Cottrau
Guglielmo Cottrau (o Guillaume Louis) (París, 10 d'agost de 1797 – Nàpols, 31 d'octubre de 1847), fou un compositor i editor de partitures francès naturalitzat napolità.
Estudià en el Conservatori de Nàpols sota la direcció del mestre Crescentini; després ocupà la direcció de la casa editorial de música de B. Girard & C.ª, establerta en aquella ciutat. Gran amic dels compositors d'aquell moment (especialment de Bellini i de Donizetti), publicà algunes de les seves partitures.
Destacà com a autor de cançons populars napolitanes, destacant, entre les que va escriure, les titulades Raziella, Michelemma, Fenesta che lucivi, i algunes d'altres. Les obres musicals de Cottrau resten avui pràcticament oblidades, tret dels temes que Franz Liszt utilitzà per a compondre la Tarantella de sus Années de Pèlerinage.
Guglielmo fou pare de Teodoro i Giulio també compositors.